# José Maurício Bustani

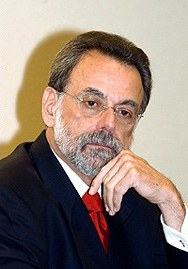
José Maurício Bustani, 2003.

José Maurício Bustani (* 5. Juni 1945 in Porto Velho) ist ein brasilianischer ehemaliger Diplomat.

## Leben
Im Jahr 1967 schloss Bustani ein Studium der Rechtswissenschaft an der Pontifícia Universidade Católica do Rio de Janeiro ab, übte den Beruf des Rechtsanwaltes aus, absolvierte den Curso Preparatório à Carreira Diplomática des Rio-Branco-Institutes und wurde zum Gesandtschaftssekretär dritter Klasse ernannt. Von 1967 bis 1970 wurde er als Assistent des Generalsekretärs des Itamaraty, welcher die Abteilung internationale Beziehungen leitete, übernommen und wo er 1969 in Anerkennung seiner Leistung zum Gesandtschaftssekretär zweiter Klasse ernannt wurde.
Als solcher wurde Bustani von 1970 bis 1973 nach Moskau und von 1973 bis 1975 nach Wien entsandt. Im Anschluss daran wurde er bis 1977 als Assistent des Leiters der Abteilung internationale Organisationen eingesetzt und 1976 zum Gesandtschaftssekretär erster Klasse ernannt. Von 1977 bis 1984 übernahm Bustani eine Tätigkeit beim UN-Hauptquartier, wo er 1979 zum Gesandtschaftsrat und 1983 zum Gesandten zweiter Klasse befördert wurde. Zwischenzeitlich war er 1980 Delegierter bei der Vollversammlung der Vereinten Nationen zum Thema Besetzung Afghanistans. Ebenfalls als Gesandter zweiter Klasse wurde Bustani von 1984 bis 1986 nach Montevideo und von 1987 bis 1992 als Generalkonsul nach Montreal versetzt. Anschließend leitete er bis 1993 die Abteilung Technik, Haushalt und Entwicklung und danach bis 1997 die Abteilung internationale Organisationen und wurde in dieser Funktion 1995 zum Gesandten erster Klasse (Botschafterrang) ernannt.
Nachdem Bustani ab 1996 als Mitglied im Vorbereitungskomitee für die Gründung der Organisation für das Verbot chemischer Waffen in Den Haag tätig gewesen war, leitete er vom 13. Mai 1997 bis zum 25. Juli 2002 die neu gegründete Organisation für das Verbot chemischer Waffen. Nach Darstellung von Milton Cordova Junior erwies sich Bustani als integrer Leiter dieser Organisation. Auf Betreiben des Kabinetts George W. Bush bei der Suche nach einem Anlass für den Irakkrieg wurde er abgelöst.
Nach Aussage Bustanis flog John Bolton hierzu nach Den Haag, kam in sein Büro und sagte: „Cheney will dich loswerden. Du hast 24 Stunden, um die Organisation zu verlassen. Wenn du nicht der Entscheidung Washingtons folgst, haben wir Möglichkeiten, Vergeltung zu üben ... Wir wissen, wo deine Kinder wohnen.“ Seine zwei Söhne lebten damals in New York.
Brasiliens neue Regierung unter Lula entsandte Bustani daraufhin 2003 umgehend auf den prestigeträchtigen Posten des Botschafters am britischen Königshof; seit dem 5. Februar 2008 diente er als Botschafter in Paris, von wo aus er ab dem 13. September zugleich auch in Monaco akkreditiert wurde. Seine Amtszeit endete 2015.

## Privat
José Maurício Bustani ist der Sohn von Maurício José Bustani und Guajarina de Figueiredo Bustani, seine Schwester ist die Pianistin Linda Bustani. Er ist mit Janine-Monique Bustani verheiratet, die Stellvertreterin der Vertreterin der brasilianischen Regierung bei der UNESCO ist und vorher ebenfalls an der brasilianischen Botschaft Paris tätig war. Ihre Kinder sind Camilla, Diogo und Lourenço; darüber hinaus haben sie zwei Enkelkinder.